# Rudolf Wendbladh
Rudolf Wendbladh (28 de noviembre de 1892 - 13 de octubre de 1968) fue un actor y director teatral y cinematográfico de nacionalidad sueca. 

## Biografía
Su nombre completo era Oskar Rudolf Wendbladh, y nació en el Municipio de Östhammar, Suecia. Wendbladh se formó en la escuela del teatro Dramaten entre 1911 y 1913. Casado en 1916 con la actriz Olga Richardt, la pareja tuvo una hija, Britte-Marie Bergström, nacida en 1920.
Rudolf Wendbladh falleció en Estocolmo, Suecia, en el año 1968.

## Filmografía (selección)
- 1923 : Johan Ulfstjerna
- 1925 : Karl XII del II
- 1938 : Kloka gubben
- 1943 : Livet på landet
- 1944 : Flickan och Djävulen
- 1944 : ... och alla dessa kvinnor
- 1945 : Vandring med månen
- 1945 : Rosen på Tistelön
- 1946 : Kvinnor i väntrum
- 1949 : Flickan från tredje raden
- 1951 : Leva på "Hoppet"
- 1953 : Flickan från Backafall
- 1954 : Storm över Tjurö

## Teatro (selección)

### Actor
- 1915 : Äventyret, de Gaston Arman de Caillavet y Robert de Flers, dirección de Karl Hedberg, Dramaten
- 1916 : Prinsessan och hela världen, de Edgard Høyer, dirección de Einar Fröberg, Komediteatern[1]
- 1918 : Ricardo III, de William Shakespeare, dirección de Einar Fröberg, Komediteatern[2]
- 1918 : Ljunghuset, de Nils Wilhelm Lund, dirección de Einar Fröberg, Komediteatern[3]
- 1918 : Den röde André, de Mikael Lybeck, dirección de Rune Carlsten, Komediteatern[4]
- 1922 : Pigmalión, de George Bernard Shaw, Helsingborgs stadsteater[5]
- 1950 : Tokiga grevinnan, de Jean Giraudoux, dirección de Olof Molander, Dramaten
- 1951 : Chéri, de Colette, dirección de Mimi Pollak, Dramaten
- 1951 : Diamanten, de Friedrich Hebbel, dirección de Rune Carlsten, Dramaten
- 1963 : The Beggar's Opera, de John Gay, dirección de Per-Axel Branner, Dramaten

### Director
- 1944 : Cocktails, Tell me the truth, de Leslie Howard, Blancheteatern

## Radioteatro
- 1950 : Salig överstens döttrar, de Katherine Mansfield, dirección de Gustaf Molander[6]